# لكفاف الشماليين (لڭفاف)
لكفاف الشماليين هي إحدى مشيخات المملكة المغربية، تتبع جغرافيا لإقليم خريبكة وإداريًا للڭفاف. يقدر عدد سكانها بـ 5047 نسمة حسب الإحصاء الرسمي للسكان والسكنى لسنة 2004.